# 影山由高
影山 由高（かげやま よしたか、1978年3月31日 - ）は日本の元サッカー選手。ポジションはFW。

## 来歴
東京都出身。小学生時代 相武台FCニューグリーン に所属。相武台中学校サッカー部入部。
麻布大学附属渕野辺高等学校卒業後、サッカーの専門学校である金沢ルネス学園を経て、関東サッカーリーグ所属の東邦チタニウムサッカー部 に入団。
2001年8月からJリーグのヴァンフォーレ甲府に移籍（第28節追加登録）。2002年には大木武監督に見出され8得点を挙げ、チーム得点王となる。しかし翌2003年は方向性の違いなどから6試合しか出場できず、シーズン終了後に退団。
合同トライアウトに参加し、2004年は日本フットボールリーグの佐川印刷SCでプレーするもモチベーションの低下などからこの年を最後に引退した。
現在は神奈川県内の医薬品卸売会社に営業職として勤務している。

## 所属クラブ
- 相武台FCニューグリーン - ウェイバックマシン（2013年2月10日アーカイブ分）（神奈川県相模原市）
- 相武台中学校（神奈川県相模原市）
- 麻布大学附属渕野辺高等学校
- 金沢ルネス学園
- 東邦チタニウムサッカー部
- ヴァンフォーレ甲府 2001年-2003年
- 佐川印刷SC 2004年

## 個人成績
Jリーグ/日本フットボールリーグ成績
| 国内大会個人成績 | 国内大会個人成績 | 国内大会個人成績 | 国内大会個人成績 | 国内大会個人成績                       | 国内大会個人成績 | 国内大会個人成績 | 国内大会個人成績 | 国内大会個人成績 | 国内大会個人成績 | 国内大会個人成績 | 国内大会個人成績 |
| 年度             | クラブ           | 背番号           | リーグ           | リーグ戦                               | リーグ戦         | リーグ杯         | リーグ杯         | オープン杯       | オープン杯       | 期間通算         | 期間通算         |
| 年度             | クラブ           | 背番号           | リーグ           | 出場                                   | 得点             | 出場             | 得点             | 出場             | 得点             | 出場             | 得点             |
| 日本             | 日本             | 日本             | 日本             | リーグ戦                               | リーグ戦         | リーグ杯         | リーグ杯         | 天皇杯           | 天皇杯           | 期間通算         | 期間通算         |
| ---------------- | ---------------- | ---------------- | ---------------- | -------------------------------------- | ---------------- | ---------------- | ---------------- | ---------------- | ---------------- | ---------------- | ---------------- |
| 2001             | 甲府             | 25               | J2               | 0                                      | 0                | -                | -                | 1                | 0                | 1                | 0                |
| 2002             | 甲府             | 29               | J2               | 38                                     | 8                | -                | -                | 0                | 0                | 38               | 8                |
| 2003             | 甲府             | 11               | J2               | 6                                      | 0                | -                | -                | 0                | 0                | 6                | 0                |
| 2004             | 佐川印刷         |                  | JFL              | 23                                     | 3                | -                | -                | 2                | 0                | 25               | 3                |
| 通算             | 日本             | 日本             | J2               | 44                                     | 8                | -                | -                | 1                | 0                | 45               | 8                |
| 通算             | 日本             | 日本             | JFL              | 23                                     | 3                | -                | -                | 2                | 0                | 25               | 3                |
| 通算             | 日本             | 日本             | 関東             | \|\|\|\|colspan="2"\|-\|\|\|\|\|\|\|\| |                  |                  |                  |                  |                  |                  |                  |
| 総通算           | 総通算           | 総通算           | 総通算           | \|\|\|\|colspan="2"\|-\|\|\|\|\|\|\|\| |                  |                  |                  |                  |                  |                  |                  |

- Jリーグ(J2)初出場：2002年3月3日 対横浜FC戦（三ツ沢公園球技場）
- Jリーグ(J2)初得点：2002年3月21日 対モンテディオ山形戦（山形県総合運動公園陸上競技場）